# Stanley Gumut
Stanley Gumut (Jos, 21 febbraio 1986) è un ex cestista nigeriano.

## Carriera
Con la Nigeria ha disputato tre edizioni dei Campionati africani (2007, 2011, 2013).

## Palmarès
- MVP della Nigerian Premier League: 2005-2006
- MVP del Campionato Libico: 2009-2010